# Боголюбов Геннадій Борисович
Генна́дій Бори́сович Боголю́бов (нар. 20 січня 1962, Кам'янське́, УРСР) — український олігарх, співвласник групи «Приват». 
2019 року посідав №5 серед найбагатших людей України за версією «НВ» зі статками $1,376 млрд.
2021 року був на тій же позиції зі статками $1,7 млрд за версією Forbes.
Указом 12 лютого 2025 року РНБО ввела санкції проти Боголюбова, він намагався оскаржити це рішення.

## Життєпис
Народився в 1962 році в Дніпродзержинську. Закінчив Дніпропетровський інженерно-будівельний інститут.
Малопублічна людина. Дав своє перше в житті інтерв'ю газеті «Kyiv Post», в якому розповів, як із другом Ігорем Коломойським у 1990 р. почав торгувати комп'ютерною технікою. Через рік партнери зареєстрували свою першу фірму — «Сентоза», яка діє і понині.
Президент дніпропетровської єврейської общини. Відвідує синагогу, але вірянином себе не вважає. Пожертвував $1 млн. на купівлю молитовників для юдеїв-ашкеназі, котрі моляться біля Стіни Плачу в Єрусалимі, реставрував у 2007 році в Єрусалимі Синагогу імені Рабина Гетса. На її стіні встановили пам'ятну табличку: «Відремонтована й оновлена завдяки Цві Гіршу» (Геннадію Боголюбову).
2010 року за значні інвестиції в економіку Кіпру отримав кіпрське громадянство.

## Бізнес
Є одним з засновників групи «Приват» і формує стратегію всієї групи. До активів групи належать металургійні і гірничо-збагачувальні комбінати в Україні, Росії, Румунії, Польщі, США; нафтовий бізнес і торгівля паливом через широку мережу АЗС; підприємства харчової промисловості; банки, зокрема одна з найбільших фінансових установ країни — «Приватбанк».
Колишній президент «Приватбанку», засновник — ТОВ «Сентоза», засновник «Солм ЛТД», член ради директорів — «Москомприватбанк», ЗАТ «Московський комерційний Банк».
Бізнес-інтереси Боголюбова включають «Приватбанк» (йому з Коломойським до націоналізації банку належало по 43,44 % акцій цієї кредитно-фінансової установи), Запорізький і Стахановський заводи феросплавів, завод феросплавів «Highlanders Alloys» (США), австралійський «Consolidated Minerals» (CSM), «Укрнафта», «ДніпроАзот», будівельні й девелоперські компанії (зокрема «Аеробуд») і виробник напоїв «Ерлан». Раніше Боголюбов був також співвласником Південного гірничо-збагачувального комбінату і Дніпровського металургійного заводу, проте продав свою частку в них основним власникам «Evraz Group».
У 1992 рік, за пропозицією Сергія Тігіпка, заснував ПриватБанк разом із Ігорем Коломойським, Олексієм Мартиновим, Леонідом Милославським.
Наприкінці 2016 року ПриватБанк, у якому його частка перевищувала 40 %, було націоналізовано, а гірничодобувну компанію Consolidated Minerals купила китайська Tian Yuan. Відтоді основні інтереси Боголюбова зосереджені в нафтогазовому секторі та благодійній діяльності. Угода про продаж Consolidated Minerals надала колишньому власнику право щорічно купувати за ринковими цінами до 600 тис. тон марганцевої руди (близько 1 % загальносвітового виробництва).
15 жовтня 2020 року Боголюбов звернувся до Господарського суду Києва з вимогами повернути 33,2525 % акцій, що належали йому до націоналізації «Приватбанку». Відповідачами у зазначеній справі, предметом якої є визнання недійсним договору, є Кабінет Міністрів, ПриватБанк, Укргазбанк, Міністерство фінансів і Фонд гарантування вкладів фізичних осіб (ФГВФО).
8 лютого 2021 року Господарський суд Києва задовольнив клопотання ПриватБанку та залишив без руху позов екс-акціонера банку Геннадія Боголюбова щодо повернення йому 33,25 % акцій фінустанови з огляду на відсутність у позовній заяві всіх необхідних реквізитів.

## Розслідування

### Велика Британія
У грудні 2017 року Високий суд Англії видав наказ про всесвітній арешт активів Коломойського та Боголюбова на суму понад $2,5 млрд за позовом ПриватБанку проти своїх колишніх власників і керівників. Арешт було видано на підставі наданих суду детальних доказів, що Коломойський тв Боголюбов вивели з банку $2 млрд завдяки незаконним операціям, а кошти переводилися на компанії, які їм таємно належали або перебували під їхнім контролем.

### Україна
24 червня 2024 року поїздом «Київ—Хелм» Боголюбов покинув Україну та поїхав до Австрії. 9 липня 2024 року ДБР повідомили про підозру у незаконному переправленні осіб через кордон Боголюбову та прикордоннику, який сприяв виїзду з України (ч. 2 ст. 332 ККУ). Боголюбову також повідомлено підозру у незаконному заволодінні паспортом громадянина України, який перебував в Україні та країну не полишав (ч. 3 ст. 357 ККУ).

## Родина
- Цивільна дружина — Еміне Джапарова, мають спільну дитину (2024 р.н.)[17][18]
- Колишня дружина — Софія[19]